# 備えあれば映りよし 〜完全デジタル化まであと3年〜
『備えあれば映りよし 〜完全デジタル化まであと3年〜』（そなえあればうつりよし かんぜんデジタルかまであとさんねん）は、NHKが2008年7月24日11:05-11:30に総合テレビで放送した特別番組。

## 概要
当日はテレビの完全デジタル化まで3年となった。このため、NHKがデジタル放送推進協会の要請を受け、その全面的なバックアップにより制作した。
放送は、NHKのスタジオと東京都内のテレビ完全デジタル化3年前式典の会場を結んで行われた。NHKでは、『デジタルQ』に出演しているキャン×キャンと、友近、高山哲哉（当時東京アナウンス室アナウンサー）がそれぞれ「アナログ家」と「デジタル家」とに分かれ、テレビデジタル化の意義とデジタル放送のメリットを紹介。番組後半ではNHKで地デジの視聴者広報を担当している職員の大津茜が加わり、デジタル放送を視聴するための必要な措置と費用・注意点などについて解説した。
式典会場では、実際にアナログ放送が終了するとどのようなことになるかを示すシミュレーションの合図が出された。草彅剛がカウントダウンを行うと、デジタル放送では何も変わらなかったが、アナログ放送では画面がブルーバックに変わり、アナログ放送終了とデジタル放送対応機への切り替えを促すメッセージが表示された。このとき、会場にいた島津有理子が「これはテレビの故障ではありませんので決してびっくりしないで下さいね。」と視聴者に混乱が起きないよう注意を呼びかけていた。その模様は会場でもデモ展示されたことがデジタル放送で流された。

## 出演

### NHKスタジオ
- キャン×キャン（『デジタルQ』レギュラー　長浜之人はデジタルママ役、玉城俊幸はアナログパパ役）
- 友近（アナログママ役）
- 高山哲哉（NHKアナウンサー　司会兼デジタルパパ役）
- 大津茜（NHK技術局視聴者技術センター職員）

### 特別会場
- 草彅剛（地上デジタル放送推進メインキャラクター）
- 島津有理子（NHK放送センター地デジ大使）

## 各地の地デジ大使
島津はあくまでもNHK放送センターの大使に過ぎず、正式にはNHK全体の代表ではない（たまたま放送センターの大使であるということで便宜上全国の顔となっているだけ）。各地の放送局にも当然ながら地デジ大使がいて、それぞれの地域で島津と同じ活動をしていた。
放送当日やその前後の休日などには一部地域でも同様のイベントが行われ、それぞれの大使がテレビのデジタル化PRを行った。だが、東北地方に関しては、当日未明に大地震が起こったことから、「本業」の報道業務を優先した。また、3大都市圏においても、各府県単位のキャスター任命に変わった。
※特記のないものはすべてアナウンサー（在籍局は放送時点のもの）
- 北海道7局　松村正代
- 青森　高市佳明
- 秋田　大沢幸広
- 盛岡　利根川真也
- 山形　羽隅将一
- 仙台　坂本朋彦
- 福島　吾妻謙
- 水戸　佐藤美絵
- 宇都宮　松浦千佳（キャスター）
- 前橋　福山知沙（キャスター）
- さいたま
- 千葉
- 横浜　天野真知（キャスター）
- 新潟　山崎智彦
- 長野　高橋さとみ
- 甲府　森花子
- 静岡　光部杏里（キャスター）
- 名古屋　橋本奈穂子
- 津　萩原真紀（キャスター）
- 岐阜　伴麻衣子（キャスター）
- 富山　島永吏子（キャスター）
- 金沢　黒崎瞳（キャスター）
- 福井　小川迪惟子（キャスター）
- 大津
- 京都　田中里香（キャスター）
- 大阪　藤井彩子・近藤泰郎
- 奈良
- 和歌山
- 神戸　久保静（キャスター）
- 鳥取　岩野吉樹
- 松江　井上裕貴
- 広島　井上あさひ
- 岡山・高松　上條倫子
- 徳島　中村慶子（放送直後の8月に大阪へ転勤）
- 高知　土居理美（キャスター）
- 松山　髙島裕子（キャスター）
- 山口　出田奈々
- 北九州　有馬幸恵（キャスター）
- 福岡　守本奈実
- 佐賀　平田理絵（キャスター）
- 大分　黒田信哉
- 長崎　佐藤なつみ（キャスター）
- 熊本　大倉美智子（キャスター）
- 宮崎　伊藤航
- 鹿児島　藤井まどか
- 沖縄　中野淳